# Oaklands (Australia)
Oaklands – miasto w Australii, w stanie Nowa Południowa Walia.